# Maar Tesin
Maar Tesin (tiếng Ả Rập: معر تصين) là một ngôi làng Syria nằm ở Kafr Nabl Nahiyah ở huyện Maarrat al-Nu'man, Idlib. Theo Cục Thống kê Trung ương Syria (CBS), Maar Tesin có dân số 447 trong cuộc điều tra dân số năm 2004.